# Festival international des films de femmes de Cotonou
Le Festival international des films de femmes de Cotonou (FIFF) créé en 2019 est un festival de cinéma ayant lieu chaque deux ans à Cotonou au Bénin. Il valorise les femmes cinéastes africaines, met en lumière et suscite la réflexion sur les obstacles à l'évolution des femmes en général et dans le secteur du cinéma en particulier. 

## Création
Le Festival international des films de femmes de Cotonou est initié en 2019 par Cornélia Glèlè dans le but de valoriser les femmes qui ont choisi de faire carrière dans le septième art et aider à briser certaines barrières socioculturelles qui freinent l'évolution des femmes dans ce secteur. Elle est organisée chaque deux ans à Cotonou. 

## Les Prix en Compétition
Le Festival se décline en deux sections : La section Compétition Officielle et la section Hors Compétition avec cinq prix décernés aux films en compétition.
L’Amazone d’or: le plus grand prix du festival attribué au meilleur film de fiction
L’Amazone du documentaire: attribué au meilleur film documentaire
L’Amazone du jury : primé par un jury
L’Amazone du scénario: attribué au meilleur scénario
L’Amazone Tella Kpomahou de l’interprétation: attribuée à la meilleure interprétation féminine

## Éditions

### 1reédition
La première édition, marrainée par Akissi Delta actrice comédienne ivoirienne, aborde les mariages forcés, les luttes des femmes, la situation des domestiques en Afrique via le thème « Quand le cinéma aborde les violences faites aux femmes »,. Elle organise sur ce thème une compétition sanctionnée par des prix qui compte treize (13) courts métrages de réalisatrices africaines et propose des projections de ces films à CanalOlympia Wologuèdé. Le premier prix « l'Amazone d'or » est décroché par la marocaine Aisha Jabour avec son scénario « Au-delà de ce mur » qui met en exergue les inégalités entre les classes sociales marocaines.  
A cette édition se tient aussi des activités comme des masters class sur le métier de productrice de cinéma et sur les violences faites aux femmes au cinéma, ainsi que des visites de la cité historique de Ouidah.  

### 2eédition
La deuxième édition, marrainée par les sénégalaises Mati Diop et Jupi Touré, est lancée le 08 février 2022 avec une soirée intitulé la « soirée des amazones » . Elle met en lumière les femmes rurales à travers une sélection de films réalisés par des femmes cinéastes d’Afrique sous le thème « Regard du cinéma africain sur le pouvoir économique de la femme rurale ».
Cette édition récompense cinq (05) pionnières du cinéma féminin béninois, à l'instar de Laure Agbo, Tella Kpomahou, Jémima Catrayé, Carole Lokossou et Christiane Chabi-Kao,.

### 3eédition
La troisième édition, marrainée par Angela Aquereburu, réalisatrice, productrice et présentatrice togolaise, est lancée le 20 février 2024 avec  comme film d'ouverture le court métrage «Malaika» produit par Kino Wendia. Cette édition promeut la solidarité entre les femmes et suscite les réflexions à travers une sélection de films réalisés par des femmes cinéastes d’Afrique sous le thème « Le cinéma féminin pour plus de sonorité ».
À cette édition, Françoise Ellong-Gomez a reçu l'Amazone du cinéma africain pour son engagement à promouvoir le cinéma camerounais.  D'autres prix décernés comprenaient: 
- Amazone d’Or: L’envoyée de Dieu d’Amina Abdoulaye Mamani (Niger, Burkina Faso, Rwanda)
- Amazone du Jury: La tâche de Tchiguia Tatiane (Cameroun)
- Amazone Tella KPOMAHOU de l'interprétation: Mirror Mirror de Sanduela Asanda (Afrique du Sud)
- Amazone du Documentaire: Corps de femme de Nelly Brun Elvire Behanzin (Bénin)
- Amazone du Scénario: Au pied du mur de Yasmine Délia Edoubié Ido (Burkina Faso)
- Le prix spécial du jury est décerné à Tatiane Tchiguia pour son film La tâche .